# Portamento (botanica)
Il portamento è in botanica la forma che si stabilisce con la crescita delle parti aeree della pianta.

## Tipi di portamento
Le varie specie possono avere vari tipi di portamento:
- arrotondato o sferico, quando i rami si distribuiscono senza un ordine preciso e nessuna branca prevale sulle altre;
- cespuglioso, quando molti fusti si originano da un ceppo in comune;
- conico, quando i rami si dispongono in modo che quelli più bassi siano più lunghi e quelli più alti progressivamente più corti (Abies alba);
- espanso, quando le branche secondarie si espandono perpendicolarmente rispetto al fusto principale (es. Pinus domestica);
- fastigiato, quando i rami si drizzano tutti verso l'alto, mantenendo però la loro lunghezza consueta, cosicché l'albero assume una forma a "fiamma", come nel cipresso;
- ovoidale, con le branche che si allungano verso l'alto, e quelle centrali che tendono a dominare su quelle laterali (es. Fraxinus excelsior) ;
- prostrato o strisciante, quando il tronco cresce orizzontalmente al terreno (talvolta i rami possono radicare a contatto con il terreno). Questo portamento non è molto frequente fra gli alberi, ma è abbastanza diffuso tra le piante arbustive. È tipico di ambienti particolarmente ostili quali ad esempio ambienti ventosi con povero nutrimento nel sottosuolo. Un esempio di questo tipo di accrescimento si ha, fra gli alberi in alcuni tipi di salici (ad esempio: Salix reticulata, Salix retusa), pino mugo (Pinus mugo pumilio), varie specie di Ginepro, e fra le piante arbustive nel Cotoneaster e in alcuni tipi di Licofite (ad esempio: Licopodium, Lycopodiella inundata);
- ricadente o scadente o pendulo, nelle piante a fronde pendenti come la Tradescantia o il salice piangente.